# Pere Mas (periodista)
Pere Mas (Terrassa, 1968) és un periodista català.
Interessat pel periodisme des de jove, va començar a estudiar ciències químiques, per acabar llicenciant-se en ciències de la informació. Va començar la seva trajectòria a TV20 i a Matadepera Ràdio. Posteriorment va col·laborar amb diversos mitjans locals, com Ràdio Terrassa, Ràdio Club 25, L'Actualitat, i més endavant va treballar per mitjans d'abast nacional com Com Ràdio i Catalunya Ràdio.
A la ràdio pública va col·laborar amb programes com El Cafè de la República i presentar programes com El matí de Catalunya Ràdio durant quatre estius i Tot és molt confús entre 2009 i 2012.
A Televisió de Catalunya ha col·laborat amb programes com Divendres, i va ser director del programa Preguntes Freqüents. És col·laborador d'El Món a RAC1, del programa Planta Baixa i Esport Club ha col·laborat en mitjans com el diari Sport, el Programa de Ana Rosa el Diari Ara, Enderrock o la revista Esguard.
El 2011 va rebre el premi Gual Permanent.
L'estiu del 2024 presentà el "Versió estiu" a RAC1 durant la temporada d'estiu.